# Da quando te ne sei andato
Da quando te ne sei andato (من يوم ما رحت Min yawm ma rahat; titolo inglese: Since you left) è un documentario autobiografico del 2005 scritto e diretto da Mohammad Bakri. Il film racconta le difficoltà cui andò incontro il regista palestinese dopo che il suo precedente documentario, Jenin, Jenin, fu censurato in Israele.

## Trama
Mohammad Bakri visita la tomba di Emile Habibi, scrittore e politico palestinese, raccontandogli in un dialogo immaginario cosa è successo dalla sua morte. Le rivolte dell’ottobre del 2000 e la Seconda intifada si mescolano a due eventi personali: l’attacco a Meron, in Galilea, nel quale due dei suoi nipoti furono condannati per aver aiutato gli attentatori, e la produzione del documentario Jenin, Jenin, sull'omonimo campo palestinese in Cisgiordania distrutto dalle milizie israeliane durante l'Operazione Scudo difensivo.

## Produzione
Le riprese del film si svolsero in Israele, in Palestina, a Jenin, al Teatro Habimah e al Teatro El-Meidan di Nazareth. Mohammad Bakri ha conosciuto Emile Habibi e lo considera il suo mentore.

## Distribuzione
Il film fu presentato in anteprima mondiale al festival cinematografico di Haifa nel 2005. Fu successivamente proiettato in altri festival, fra i quali il Fipa Festival (Francia), il Dubai International Film Festival e il Toronto Palestine Film Festival.  In Italia è stato presentato alla prima edizione del Sole Luna Doc-film Festival. Ulteriori proiezioni hanno avuto luogo nelle città di Torino, Palermo e Napoli.
Il film è stato distribuito con licenza per sito digitale (DSL), che consente a università o biblioteche di proiettare il film per la loro comunità su un sistema chiuso protetto da password. Nel 2010 uscì un'edizione limitata in doppio DVD di Jenin, Jenin, con il documentario Da quando te ne sei andato incluso fra i contenuti speciali.

## Riconoscimenti
- 2006: Sole Luna Doc-film Festival – 1º premio[6]
- 2007: Yamagata International Documentary Film Festival – Candidatura al miglior film